# Фрассинелли, Адриано
Адриано Фрассинелли (итал. Adriano Frassinelli, 11 апреля 1943, Пьеве-ди-Кадоре, Венеция) — итальянский бобслеист, разгоняющий, выступавший за сборную Италии в конце 1960-х — середине 1970-х годов. Серебряный призёр зимних Олимпийских игр 1972 года в Саппоро, чемпион мира.

## Биография
Адриано Фрассинелли родился 11 апреля 1943 года в коммуне Пьеве-ди-Кадоре, область Венеция. С ранних лет увлёкся спортом, позже заинтересовался бобслеем и прошёл отбор в национальную сборную Италии, присоединившись к ней в качестве разгоняющего. Сразу стал показывать неплохие результаты, в частности, уже в 1969 году на мировом первенстве в американском Лейк-Плэсиде удостоился звания чемпиона мира, финишировав первым в программе двухместных экипажей.
Закрепившись в основе итальянской сборной, в 1972 году отправился защищать честь страны на Олимпийских играх в Саппоро, где в составе команды, куда также вошли пилот Невио де Цордо и разгоняющими Джанни Бонишоном и Коррадо даль Фабро, завоевал серебряную награду.
Впоследствии Адриано Фрассинелли продолжил соревноваться на высоком уровне, но уже менее успешно. В середине 1970-х годов, не попав на Олимпиаду в Инсбрук, принял решение завершить карьеру профессионального спортсмена, уступив место молодым итальянским бобслеистам.